# Реальные супергерои

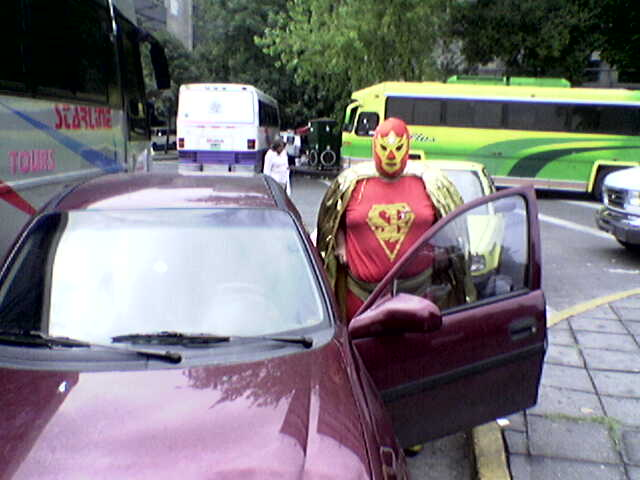
Реальный супергерой Супербаррио Гомес

Реальный супергерой (РСГ) (англ. A real-life superhero (RLSH)) — человек, который надевает костюм или маску супергероя для выполнения общественных работ, например, соседского дозора, или, в некоторых случаях, самосудов.
Ранние примеры такого поведения известны с 1990-х годов. Одним из примеров является Супербаррио Гомес из Мехико, который в 1997 году надел красные колготки и красно-жёлтую маску борца, чтобы организовать митинги трудящихся, протестовать и подавать петиции, чтобы не допустить выселения семей. «Сообщество супергероев в реальной жизни» в смысле онлайн-субкультуры начало развиваться в середине 2000-х годов.

## Приём
Реакция полиции на действия настоящих супергероев чаще бывает негативной. В статье из «Глоб энд мейл» сообщается, что полиция «опасается за безопасность этих «супергероев» и утверждает, что иногда они могут помешать работе полиции и стать обузами». Полиция выразила обеспокоенность тем, что РСГ вмешиваются в ситуации, не зная всех фактов, и заявила, что это «неразумно». Полиция указала, что супергерои, которые физически участвуют в предотвращении преступлений, практикуют самосуд, что является не законным и опасным для их же жизней.
Различные организации использовали концепцию реального супергероя для других целей. В Австрии коллектив художников qujOchÖ создали Мисс Магнетик, как пародию на феномен реального супергероя. Вместе со своими товарищами Никелем, Кобальтом и Манганом Мисс Магнетик пытается защитить город Линц от катастрофы, но всегда терпит неудачу.
Реальные супергерои также использовались для рекламных и маркетинговых кампаний. Супер Вацлав был рекламной фигурой 2011 года для чешской веб-хостинговой компании. Под предлогом борьбы с асоциальным поведением граждан Праги компания опубликовала на YouTube видеоролики, на которых он выливает вёдра воды на людей, курящих возле остановок общественного транспорта, и нападает на владельцев собак, используя экскременты их собственных животных, оставленные в парках. Несмотря на то, что кампания собрала много просмотров, она, по всей видимости, не привела к росту популярности рекламируемого веб-хостинга. Метро Женщина — недолговечный рекламный трюк 2005 года, призванный собрать поддержку для проекта Вашингтонского метрополитена Фиолетовая линия.

## Вымышленные изображения
Хотя супергерои в строгом смысле слова — это персонажи, обладающие сверхчеловеческими способностями, литература о супергероях, изображающая мстителей, не обладающих такими способностями, уже давно стала частью жанра, в частности, в таких фильмах, как «Бэтмен» и «Железный человек». Такие персонажи также известны как «костюмированные борцы с преступностью» или «мстители в масках». С развитием сообщества супергероев в реальной жизни, в художественной литературе также появились более реалистичные изображения мстителей в масках, выполняющих действия настоящих супергероев, например, в комедийных фильмах «Герой в целом», «Супер» и «Бланкмэн», а также в комиксе «Мордобой» и его экранизациях. Эта концепция также была отображена в телесериалах, включая сюжетную линию во втором сезоне «Блюз Хилл-стрит» (где фигурирует человек, пребывающий в состоянии бреда, который считает себя супергероем и называет себя «Капитаном Свободой».) и эпизод «Гавайи 5.0».

## Реальные супергерои в России
В России также были попытки создания своих реальных супергероев. В марте 2011 года в Челябинске появился первый российский супергерой по прозвищу «Челябинский ниндзя». Однако дальше про данного супергероя не было известно и новых новостей со слухами про него не было.
В Санкт-Петербурге в сентябре 2011 года появился супергерой по прозвищу «Человек-Петербург», который помогал людям вставать на правильный путь и требовал выбрасывающих окурки людей на улицах, доносить свой собственный мусор до урны. У данного супергероя также появилась своя страница ВКонтакте, которая на то время набрала больше трёх тысяч подписчиков, которые могли связаться с ним через группу и попросить его о помощи. К сожалению данный супергерой просуществовал не долго и больше о нём не было ни слухов, ни новостей.
В 2014 году в Челябинске появился новый супергерой по прозвищу «Чистомэн», чья настоящая личность Артур Матис-Сиразеев. Данный супергерой известен тем, что он не борется с преступностью и нарушителями, а борется против загрязнения окружающей среды и против мусора. Он продолжает проверять свой родной город и очищать его от мусора, а также устраивать интернет-собрания, чтобы и его подписчики с поклонниками также помогали ему бороться против мусора, уже несколько лет. У Чистомэна также есть свой собственный девиз: «Чисто не там, где Чистомэн убирает, а где не мусорит никто».
В 2016 году в Химках появился супергерой по прозвищу «Зловещий Жнец» (в оригинале «Grim Reaper»), который по костюму и поведению был похож на Бэтмена, хотя сам Зловещий Жнец заявляет, что схожести с Бэтменом случайны. Кроме того у него есть собственный Твиттер, в котором он комментирует свои поступки и общается с людьми. Данный супергерой называет себя «первым супергероем человечества», хотя на самом деле это не так.